# Стенли (град, Северна Дакота)
Стенли (на английски: Stanley) е град в окръг Маунтрейл, Северна Дакота, САЩ. Той е окръжният център на окръг Монтрайл. 
Населението е 1458 при преброяването през 2010 г., което го прави осемнадесетият по големина град в Северна Дакота. 
Стенли е основан през 1902 година.